# Hans Bronsart von Schellendorf

Hans August Alexander Bronsart von Schellendorf (* 11. Februar 1830 in Berlin; † 3. November 1913 in München) war ein deutscher Komponist und Pianist.

## Herkunft
Hans Bronsart von Schellendorf stammte aus der preußischen Offiziersfamilie Bronsart von Schellendorff. Sein Vater war der Generalleutnant Heinrich Bronsart von Schellendorff (1803–1874), seine Mutter war Antoinette Martha Elisabeth d’Azemar de Rege (1810–1873). Seine jüngeren Brüder Paul und Walter wurden Generäle und nacheinander preußische Kriegsminister.

## Leben
1849 wurde Hans Bronsart von Schellendorf Schüler von Siegfried Dehn und studierte gleichzeitig an der Berliner Universität. 1853/54 schloss er sich dem Kreis um Franz Liszt in Weimar an und wurde von Liszt bis 1857 unterrichtet. In dieser Zeit lernte er Richard Wagner, Hector Berlioz, Hans von Bülow, Felix Draeseke, Wendelin Weißheimer und Johannes Brahms kennen. Liszt widmete Bronsart sein Klavierkonzert Nr. 2 A-Dur, das Bronsart am 7. Januar 1857 in Weimar unter der Leitung des Komponisten zur Uraufführung brachte. In den folgenden Jahren unternahm er ausgiebige Konzertreisen, die ihn bis nach Paris und Sankt Petersburg führten.
1865 übernahm Bronsart in Nachfolge seines Freundes Hans von Bülow die Leitung der Berliner Gesellschaft der Musikfreunde. Zwei Jahre später wurde er Direktor des Königlichen Theaters in Hannover. 1887 wurde Bronsart zum Generalintendanten des Hoftheaters in Weimar ernannt und 1895 pensioniert. Die letzten Lebensjahre verbrachte er in Rottach-Egern, Pertisau und München. Als Mitglied im Allgemeinen Deutschen Musikverein, dessen Vorsitz er von 1888 bis 1898 innehatte, setzte sich Bronsart für einen Ausgleich zwischen der Neudeutschen Schule und den Vertretern der konservativen Richtung ein.

## Familie
Am 14. September 1861 heiratete Bronsart die Liszt-Schülerin Ingeborg Starck (* 24. August 1840; † 17. Juni 1913), ebenfalls Pianistin sowie Komponistin mehrerer Opern. Das Paar hatte zwei Kinder:
- Klara Wilhelma (* 14. April 1864)
- Fritz Georg Heinrich Constanz (* 12. November 1868; † 24. Dezember 1918), 1896–1903 Bevollmächtigter der Kilimanjaro Handels- u. Landwirtschafts-Gesellschaft, Schriftsteller[1]

## Werk
Bronsart von Schellendorfs Werkverzeichnis ist nicht allzu umfangreich. Einige Werke, darunter zwei Sinfonien (Nr. 1 In den Alpen, mit Chor; Nr. 2 Schicksalsgewalten), gelten als verschollen. Neben einer Oper schrieb Bronsart noch Kammermusik sowie einige Kompositionen für Klavier solo. Die heute am ehesten noch bekannten, sicher auch die bedeutendsten Werke des Komponisten sind das Klaviertrio g-Moll op. 1 (1856) und das Klavierkonzert fis-Moll op. 10 (1873). Für das Klavierkonzert setzte sich Hans von Bülow selbst wiederholt als Pianist ein.
Stilistisch sind Bronsarts Kompositionen nicht eindeutig der Neudeutschen Schule zugehörig, sondern stellen eine eigenständige Auseinandersetzung mit verschiedenen musikalischen Strömungen der Mitte des 19. Jahrhunderts dar; so lassen sich neben Einflüssen von Liszt und Wagner auch solche von Schumann erkennen. Eine gewisse Nähe zu den Frühwerken von Brahms ist ebenfalls auszumachen. Eine umfassende Würdigung des Komponisten Bronsart steht noch aus, zumal ein Großteil seines Gesamtwerkes ungedruckt blieb.